# الطريق الجهوية رقم 47 (تونس)
الطريق الجهوية رقم 47 أو ط ج 47 طريق ثانوية تونسية تصل بين الطريق الوطنية رقم 4 والطريق الوطنية رقم 5 على مستوى مدينة تبرسق.